# Julia Franck
Pour les personnes ayant le même patronyme, voir Franck.
Œuvres principales
La Femme de midi (2007)
Julia Franck est une romancière allemande née le 20 février 1970  à Berlin-Lichtenberg dans la République démocratique allemande.

## Biographie
Elle est la fille de l'actrice Anna Katharina Franck et du metteur en scène Jürgen Sehmisch, la petite-fille de la sculptrice Ingeborg Hunzinger et l'arrière-petite-fille du peintre Philipp Franck.
En 1978, sa mère quitte Berlin-Est avec ses enfants par le Marienfelde et s'établit ensuite dans le Schleswig-Holstein à Rendsburg.
Elle effectue des études de droit, de philologie américaine, de littérature moderne allemande et de philosophie à l'Université libre de Berlin. 
Elle travaille ensuite comme femme de ménage, gardienne d'enfant, assistance à l'Université Libre, pigiste dans divers journaux et radio, ainsi que comme directrice adjointe à la Sender Freies Berlin.
Depuis 2001, elle est membre de la section allemande du PEN club.
Elle a reçu de nombreux prix dont la bourse Alfred Doblin, le Prix Ingeborg Bachmann, le prix Marie-Luise-Kaschnitz (de), le prix Roswitha (de), le Prix du Livre Allemand.